# Eriberto Filho
Eriberto Gabriel Acioli Medeiros (Recife, 11 de novembro de 1993), é um advogado e político brasileiro. É deputado estadual de Pernambuco pelo PSB.

## Biografia
Eriberto Filho ocupa pela primeira vez uma cadeira na câmara estadual. Ele foi eleito em 2022 com 78.980 votos.